# Campeonato Europeu de Ginástica Artística de 2004 - Resultados femininos
Os resultados masculinos do Campeonato Europeu de Ginástica Artística de 2004 contaram com todas as provas.

## Resultados

### Individual geral
Finais
| Posição           | Ginasta                  | Total  |
| ----------------- | ------------------------ | ------ |
| Medalha de ouro   | UKR Alina Kozich         | 37,262 |
| Medalha de prata  | ROM Daniela Sofronie     | 37,224 |
| Medalha de bronze | RUS Elena Zamolodchikova | 37,149 |
| 4                 | RUS Svetlana Khorkina    | 36,848 |
| 5                 | ESP Elena Gomez          | 36,737 |
| 6                 | UKR Irina Yarotska       | 35,936 |
| 7                 | ITA Maria Teresa Gargano | 35,786 |
| 8                 | GRC Stefani Bismpikou    | 35,512 |
| 9                 | CHE Melanie Marti        | 35,275 |
| 10                | FRA Soraya Chaouch       | 35,250 |
| 11                | GBR Beth Tweddle         | 35,124 |
| 11                | ITA Monica Bergamelli    | 35,124 |
| 13                | CHE Ariella Kaeslin      | 35,049 |
| 14                | NED Loes Linder          | 34,899 |
| 15                | CRO Tina Erceg           | 34,875 |
| 16                | GER Lisa Brueggemann     | 34,865 |
| 17                | CZE Katerina Maresova    | 34,736 |
| 18                | BEL Aagje Vanwalleghem   | 34,724 |
| 19                | GER Yvonne Musik         | 34,661 |
| 20                | SVK Zuzana Sakerova      | 34,424 |
| 21                | BUL Nikolina Tankousheva | 33,899 |
| 22                | CZE Jana Sikulova        | 33,699 |
| 23                | POL Marta Pihan          | 33,349 |
| 24                | BLR Volha Tiarentiava    | 33,211 |

| Pos.             | Ginasta                  | Pts   |
| ---------------- | ------------------------ | ----- |
| Medalha de ouro  | ROM Monica Rosu          | 9,499 |
| Medalha de prata | RUS Anna Pavlova         | 9,381 |
| Medalha de prata | RUS Elena Zamolodchikova | 9,381 |
| 4                | UKR Olga Sherbatykh      | 9,200 |
| 5                | ROM Daniela Sofronie     | 9,193 |
| 6                | GBR Vanessa Hobbs        | 9,162 |
| 7                | BEL Aagje Vanwalleghem   | 9,137 |
| 8                | GER Yvonne Musik         | 9,087 |

| Pos.              | Ginasta               | Pts   |
| ----------------- | --------------------- | ----- |
| Medalha de ouro   | RUS Svetlana Khorkina | 9,662 |
| Medalha de prata  | GBR Beth Tweddle      | 9,587 |
| Medalha de bronze | UKR Iryna Krasnianska | 9,562 |
| 4                 | UKR Irina Yarotska    | 9,525 |
| 5                 | ESP Tania Gener       | 9,362 |
| 6                 | ROM Daniela Sofronie  | 9,325 |
| 7                 | ESP Sara Moro         | 9,312 |
| 8                 | FRA Soraya Chaouch    | 8,525 |

| Pos.              | Ginasta                  | Pts   |
| ----------------- | ------------------------ | ----- |
| Medalha de ouro   | ROM Catalina Ponor       | 9,725 |
| Medalha de prata  | ROM Alexandra Eremia     | 9,575 |
| Medalha de bronze | RUS Svetlana Khorkina    | 9,325 |
| 4                 | UKR Irina Yarotska       | 9,200 |
| 5                 | UKR Alina Kozich         | 8,875 |
| 6                 | SVK Zuzana Sekerova      | 8,850 |
| 7                 | RUS Elena Zamolodchikova | 8,775 |
| 8                 | NED Suzanne Harmes       | 8,050 |

| Pos.              | Ginasta                   | Pts   |
| ----------------- | ------------------------- | ----- |
| Medalha de ouro   | ROM Catalina Ponor        | 9,637 |
| Medalha de prata  | ESP Elena Gomez           | 9,575 |
| Medalha de bronze | ITA Maria Teressa Gargano | 9,350 |
| 4                 | NED Suzanne Harmes        | 9,325 |
| 5                 | UKR Irina Yarotska        | 9,262 |
| 6                 | FRA Marine Debauve        | 9,162 |
| 7                 | RUS Svetlana Khorkina     | 9,112 |
| 8                 | UKR Alona Kvasha          | 8,500 |

### Equipes
Finais
| Posição           | País          | Total   |
| ----------------- | ------------- | ------- |
| Medalha de ouro   | Roménia       | 112,772 |
| Medalha de prata  | Ucrânia       | 111,247 |
| Medalha de bronze | Rússia        | 110,423 |
| 4                 | Espanha       | 107,497 |
| 5                 | Reino Unido   | 107,009 |
| 6                 | Itália        | 106,759 |
| 7                 | França        | 106,697 |
| 8                 | Países Baixos | 106,196 |